# Metropolitanskolen
Metropolitanskolen war ein Gymnasium in Dänemark, das zuletzt in der Struenseegade im Stadtteil Nørrebro in Kopenhagen lag. Das Gymnasium wurde im Jahr 1209 von Peder Sunesen, der Bischof in Roskilde war, gegründet.
Über den Zeitraum von 800 Jahren entwickelte sich die Schule von einer römisch-katholischen Klosterschule zur Lateinschule und später zur Eliteschule für die gesellschaftliche Oberschicht als Gymnasium. Während ihrer letzten Jahre bekam die Schule wirtschaftliche Probleme und wurde im Jahr 2010 mit dem Østre Borgerdyd Gymnasium zum neuen Gefion Gymnasium  zusammengelegt.

## Geschichte
Die Vor Frue Skole wurde 1209 vom Bischof von Roskilde Peder Sunesen gleichzeitig mit der Gründung des kleinen Kapitels, einer Versammlung angesehener Priester in der Vor Frue Kirke (deutsch Liebfrauenkirche) auch Dom zu Kopenhagen (dänisch Københavns Domkirke) in Kopenhagen gegründet und hieß damals Domskolen oder Vor Frue Skole. Die Schule und das Kapitel waren gemeinsam für die Ausbildung von Priestern und anderen Geistlichen verantwortlich.
Die Schule befand sich 1377 nördlich der Liebfrauenkirche in der Nähe von Nørregade, wurde aber 1468 an einen Ort südlich der Kirche zwischen der heutigen Dyrkøb und Skindergade verlegt, wo sich heute Soldins Stiftelse (deutsch Soldins Stift) befindet. Hier hatte die Schule bis 1807 ihren Standort.
Während der Reformation wurde die Schule von der Verwaltung der Stadt Kopenhagen betreut, und die drei Pfarrkirchen der Stadt, Vor Frue Kirke, Helligåndskirken (deutsch Heiliggeistkirche) und Nicolaikirche, verpflichteten sich im Jahr 1548, zu ihrer Restaurierung und Erhaltung beizutragen; gleichzeitig wurde vereinbart, dass der Schulmeister zusammen mit einem Schüler den Kirchengesang in der Liebfrauenkirche leiten sollte. Dabei stand die Schule in engem Kontakt mit der Universität, deren Rektor zum Dozent für Musik wurde, der die Studenten in theoretischen und praktischen Musikfächern unterrichtete.
Seit der Reformation und 200 Jahre später galt die Schule als Armenschule. Das änderte sich 1797, als sie eine Versuchsschule wurde, in der die große Lateinschulreform von 1805 bis 1809 erprobt werden sollte. Nur eine kleine, ausgewählte Gruppe von Schülern durfte bleiben. Im Jahr 1801 änderte sich auch, dass die Schüler nicht mehr in der Kirche singen mussten, stattdessen wurde den Eltern nun Schulgeld in Rechnung gestellt. So entwickelte sie sich auch zu einer Schule für die besser gestellte Bürgerschaft. Die Schule war als Institution für die Elite, den gehobenen Mittelstand und das Bürgertum bekannt, und sollte nicht zuletzt eine Knabenschule sein. Erst im Jahr 1923 bekam die Schule eine erste Schülerin, Olga Geertzen, 50 Jahre nachdem Frauen an der Universität zugelassen worden waren.
In den letzten Jahren war die Grundhaltung der Schule ganz anders, und man hatte es geschafft, sie im Laufe der Zeit zu öffnen und zu verändern. Im Jahr 2009 wurde die Schule von neuen Finanzierungsmodellen hart getroffen, die auf die Gymnasien zugeschnitten waren, die die meisten Schüler am schnellsten zur Abiturprüfung brachten. Die Schule tat sich schwer, Schüler zu gewinnen und finanziell gut ausgestattet zu sein. Am Ende war sie als eine der dänischen Gymnasien bekannt, die den höchsten Schüleranteil von Migranten der zweiten Generation aufwies.
Im Jahr 2009 feierte die Schule ihr 800-jähriges Bestehen. Aber im Jahr 2010 wurde sie geschlossen und mit dem Østre Borgerdyd Gymnasium zum neuen Gefion Gymnasium zusammengelegt.

## Schulgebäude und Standorte
Ende des 16. Jahrhunderts wurde an der alten Stelle vom Baumeister Jørgen Skult ein neues Schulgebäude errichtet (1599 fertiggestellt) und im Jahr 1634 ein Anbau in Richtung Skindergade, als Wohnung für den Rektor, den Konrektor und die Studenten, angefügt.
Die Schule wurde beim Kopenhagener Brand 1728 zerstört, aber bereits 1731 wieder aufgebaut. Der Neubau, von Grund aufgemauert, war 35 Meter lang mit zwei Stockwerken und einem Flügel gegenüber dem Friedhof Frue. Er beherbergte neben den Schulräumen auch Räume für die Studenten, während Rektor und Konrektor gegenüber der Skindergade ein separates Wohnhaus erhielten.
Bei der Bombardierung Kopenhagens im Rahmen eines Angriffs der britischen Flotte im Jahr 1807 wurde die Schule erneut zerstört und der Unterricht fand bis 1808 im Waisenhaus (dänisch Vajsenhuset), dann im Pfarrhaus Trinitatis in der Kannikestræde statt. Erst 1811 wurde mit dem Bau eines neuen Schulgebäudes in der Fiolstræde am Ende von Frue Plads begonnen. Das vom dänischen Architekten Christian Frederik Hansen (1756–1845) entworfene Gebäude wurde am 23. April 1816 eingeweiht.
Das Hauptgebäude im klassizistischen Stil bestand aus einem Keller und zwei Stockwerken und trug über der Fassade die lateinische Inschrift „Disciplina sollerti fingitur ingenium“ (deutsch Durch fachkundigen Unterricht wird der Geist geschult). Durch eine Mauer war das Gebäude mit einer Turnhalle verbunden. In den Jahren 1832–1833 errichtet man an der Straßenseite südlich des durch eine Mauer mit Tor verbundenen Hauptgebäudes eine neue Sporthalle.
Das Gebäude von Christian Frederik Hansen war nur für eine Schule mit 100 Schülern konzipiert. Nach der Einführung der mathematisch-naturwissenschaftlichen Fachrichtung im Jahr 1871 und der Neusprachlichen Fachrichtung im Jahr 1903 stieg die Schülerzahl und damit der Platzbedarf stark an. Als keine Erweiterungsmöglichkeit bestand, wurde die Schule 1938 in ein Gebäude in der Struensegade verlegt, das bis dahin das Femmers Kvindeseminarium (deutsch Femmers Frauenseminar) und später die Hans Egedesgades Skole beherbergt hatte, die mit dem Einzug der Metropolitanskolen geschlossen wurde.
Das freie Gebäude der Metropolitanskolen übernahm die Universität und nutzte es für die Lehre, tagsüber hauptsächlich für Juristen und Theologen, abends auch für Studenten der Folkeuniversitetet und der Studieskolen. Ende 2016 hat die Universität das Gebäude von Christian Frederik Hansen im Zuge des Umzugs der Rechtswissenschaftlichen und der Theologischen Fakultät auf den Campus Süd aufgegeben.
Nach der Schließung des Gymnasiums Metropolitanskolen im Jahr 2010 übernahm das Det fre Gymnasium das Gebäude in der Struensegade und errichtete dort eine weitere Filiale.

## Namensgebung Metropolitanskolen
Durch königlichen Beschluss vom 19. September 1817 erhielt die Schule den Namen Metropolitanskolen. Im Jahr 1802 wollte die Schulleitung den alten Namen Vor Frue Skole durch die pompöseren Namen Vor Frue Latinske Chatedralskole (deutsch Liebfrauen lateinische Domschule) oder Københavns Katedralskole (deutsch Kopenhagener Domschule) ersetzen, was jedoch auf Widerstand der Domschule in Roskilde (dänisch Roskilde Katedralskole) stieß. Hier wurde argumentiert, dass es in der Diözese nur eine Domschule geben könne. Darüber hinaus war der Dom von Roskilde (dänisch Roskilde Domkirke) immer noch der Dom der Diözese Sjælland und die Roskilde Katedralskole die Diözesan-Domschule, obwohl der Bischof seit der Reformation in Kopenhagen lebte und die Liebfrauenkirche seitdem einen inoffiziellen Status als Dänemarks Hauptkirche hatte. Das Ergebnis war 1817 als eine Art Kompromiss der neue Name Metropolitanskolen.

## Kritik an den Erziehungsmethoden der Schule
Die Schule wurde landesweit  durch den 1940 erschienen satirischen Roman „Der versäumte Frühling“ (dänisch Det forsømte forår) des dänischen Schriftstellers Hans Scherfig (1905–1979) bekannt. Er thematisiert die inhumanen Erziehungsmethoden, die die Schulzeit des Autors auf der Metropolitanskolen geprägt hatten. So übersetzte Scherfig beispielsweise in seinem Buch die lateinische Inschrift auf dem Schulgebäude (siehe oben) mit: „Ohrfeigen sind gut für die geistige Entwicklung“.

## Zeitleiste
- 1209: wurde vermutlich zusammen mit Vor Frue Kirke kapitel gegründet und hieß Domskolen oder Vor Frue Skole (deutsch Liebfrauenkirchen Schule)
- 1246: ein Direktor Toti an der Schule wird erwähnt
- 1377: Schule lag nördlich der Vor Frue Kirke an der Nørregade
- 1468: Schule lag südlich der Vor Frue Kirke zwischen der heutigen Dyrkøb und Skindergade
- 1807: die Schule wurde während des Bombenangriffs Anfang September zerstört, vorübergehender Unterricht im Waisenhaus und später im Pfarrhaus Trinitatis
- 1816: am 23. April Einweihung des neuen Schulgebäudes in der Fiolstræde östlich der Vor Frue Kirke, entworfen von Christian Frederik Hansen
- 1817: durch königlichen Beschluss vom 19. September erhielt die Schule den Namen Metropolitanskolen
- 1923: Mädchen bekamen Zugang zum klassisch-sprachlichen Zweig des Gymnasiums
- 1938: Umzug in die Struenseegade 50, ein Gebäude entworfen von Alf Cock-Clausen
- 1955: Mädchen bekamen Zugang zum neusprachlichen Zweig des Gymnasiums
- 1957: Mädchen bekamen Zugang zum mathematisch-naturwissenschaftlichen Zweig des Gymnasiums
- 1986: die Schule wurde am 1. Januar von der Stadt Kopenhagen übernommen
- 2007: die Schule wurde am 1. Januar zu einer Selbstverwaltungseinrichtung des Staates
- 2009: die Schule feiert 800-jähriges Jubiläum
- 2009: Ausgabe von zwei Briefmarken, entworfen von Roald Als durch die Post Danmark in Anlehnung an das 800-jährige Jubiläum der Schule
- 2010: die Schule wird zusammengelegt mit Østre Borgerdyd Gymnasium unter dem Namen Gefion Gymnasium

## Prominente Absolventen der Schule
| Jahr | Name |
| ---- | --- |
| 1650 | Poul Hansen Ancher (1629–1697), Henrik Møinichen (1631–1709) |
| 1656 | Niels Stensen (1638–1686) |
| 1659 | Henrik Harder (1642–1683) |
| 1681 | Niels Ebbesen Aagaard (1664–1718) |
| 1687 | Niels Foss (1670–1751) |
| 1720 | Johannes Valeur (1700–1771) |
| 1722 | Matthias Hviid (1703–1759) |
| 1739 | Jens Schielderup Sneedorff |
| 1756 | Abraham Kall (1743–1821) |
| 1764 | Peder Hansen (1746–1810) |
| 1771 | Christian Knudsen (1752–1813) |
| 1772 | Laurids Smith (1754–1794) |
| 1773 | Grímur Jónsson Thorkelin (1752–1829) |
| 1776 | Jørgen Mandix (1759–1835) |
| 1777 | Frederik Stoud (1759–1823) |
| 1784 | Jens Michael Hertz (1766–1825) |
| 1794 | Peter Thonning (1775–1848) |
| 1804 | Hans Astrup Fleischer (1785–1846), Jacob Jacobsen Dampe (1790–1867) |
| 1807 | Frantz Gotthard Howitz (1789–1826), Christian Ferdinand Wilse (1790–1860) |
| 1808 | Just Mathias Thiele (1795–1874) |
| 1809 | Henrik Nicolai Clausen (1793–1877), Conrad Mathias Lunding (1791–1829) |
| 1810 | Andreas Gottlob Rudelbach (1792–1862) |
| 1811 | Peder Hjort (1793–1871) |
| 1812 | Carl Bernhard (1798–1865), Gustav Adolph Dichman (1795–1853) |
| 1815 | Nicolai Christian Levin Abrahams (1798–1870), C.A.H. Muus (1796–1885), Hans Mathias Velschow (1796–1862) |
| 1817 | Henrik Hertz (1797–1870), Peter Vilhelm Jacobsen (1799–1848), Carl Adolph Thortsen (1798–1878) |
| 1818 | C.F.L. Mourier (1800–1880), Christian Tiemroth (1799–1888) |
| 1819 | Carl Wilhelm Elberling (1800–1870) |
| 1820 | Carl Nicolai Petersen (1802–1876), Frederik Ulrik Timm (1801–1860) |
| 1821 | Frederik August Esbensen (1802–1872), Carl Mundt (1802–1873), Christian Pløyen (1803–1867) |
| 1824 | Otto Müller (1807–1882) |
| 1825 | Adolph Frederik Bergsøe (1806–1854), Ludvig Sophus Fallesen (1807–1840) |
| 1826 | A.F. Bremer (1810–1857), Ludvig Daniel Hass (1808–1881) |
| 1827 | Frederik Christian Bornemann (1810–1861), Hans Lassen Martensen (1808–1884) |
| 1828 | Anton Ludvig Arnesen (1808–1860), Frantz Johannes Hansen (1810–1852), Jens Christian Sigismund Neve (1810–1875) |
| 1833 | Peter Christian Lund (1833–1891) |
| 1834 | Johan Frederik Hagen (1817–1859), Werner Jaspar Andreas Ussing (1818–1887) |
| 1837 | Jens Christian Hostrup (1818–1892), Kristian Mantzius (1818–1879) |
| 1838 | Odin Wolff Tidemand (1822–1897) |
| 1840 | Peter Tamm Julius Benzon-Buchwald (1821–1877), Albert Leth (1822–1884), Christian Listov (1821–1893) |
| 1842 | Frederik Dahl (1822–1920) |
| 1843 | Johannes Forchhammer (1827–1909), Abraham Kall Rasmussen (1824–1901), Carl Wolf Josef Nathanael Wallick (1825–1888) |
| 1844 | Frederik Dreier (1827–1853) |
| 1846 | Carl Grove (1828–1895), Christian Severin Henrichsen (1829–1883), Frantz Howitz (1828–1912), Conrad Müller (1830–1904) |
| 1848 | Harald Krabbe (1831–1917), Christian Frederik Ricard (1830–1908) |
| 1849 | Hans Dahl (1830–1921), Frederik Trier (1831–1898) |
| 1851 | Michael Rosing (1830–1904) |
| 1853 | Jens Koefoed (1832–1913), Carl Lange (1834–1900) |
| 1854 | Adam Hauch (1836–1914), Henrik Scharling (1836–1920) |
| 1855 | Rasmus Holm (1836–1899), Ernst Trier (1837–1893) |
| 1857 | Carl Thrane (1837–1916), Jacob Scavenius (1838–1915), Charles Arnold de Fine Skibsted (1839–1902) |
| 1859 | Pietro Krohn (1840–1905), Vilhelm Richter (1840–1911), Vilhelm Topsøe (1840–1881) |
| 1860 | Peter Brock (1842–1906), Peter Wilken Heiberg (1840–1920), Johan Krohn (1841–1925), Emil Poulsen (1842–1911), Sophus Vind (1842–1913) |
| 1861 | Georg Bricka (1842–1901), Viggo Hørup (1841–1902), Peter Jerndorff (1842–1926), C.F. Tiemroth (1842–1905), Sophus Vedel (1842–1920) |
| 1862 | Gustav Hansen (1843–1912), Oscar Alexander Ræder (1844–1877) |
| 1863 | André Lütken (1843–1916), Georg David Sigismund Neve (1845–1926), Johannes Steenstrup (1844–1935) |
| 1864 | Carl Frederik Bricka (1845–1903) |
| 1865 | Holger Drachmann (1846–1908), Niels Lassen (1848–1923), Gustav Stemann (1845–1929) |
| 1866 | Hjalmar Rafn (1848–1919), Erik Skram |
| 1867 | Axel Liebmann (1849–1876), Erik Schiødte (1849–1909) |
| 1868 | Julius Jensenius Voigt (1850–1922) |
| 1869 | Karl Gustav Brøndsted (1851–1945), Thor Lange (1851–1915), Severin Lauritzen (1850–1924) |
| 1870 | Peter Erasmus Lange-Müller (1850–1926) |
| 1871 | Christian Gram (1853–1938), Gustav Philipsen (1853–1925), Harald Westergaard (1853–1936) |
| 1872 | Frederik de Jonquières (1854–1925), Carl Michelsen (1853–1921) |
| 1873 | Gerhard Leslie Grove (1855–1911), Bjørn Stephensen (1855–1940), Henry Ussing (1855–1943) |
| 1874 | Georg Garde (1856–1945), Hjalmar Hammershaimb (1856–1923), Vilhelm Rievers (1855–1919) |
| 1875 | Richard Severin Gram (1857–1936), Carl Ussing (1857–1934) |
| 1876 | Holger Begtrup (1859–1937), Rudolph Sophus Bergh (1859–1924), Lauritz Kolderup Rosenvinge (1858–1939), Alfred Lehmann (1858–1921), Hans Henrik Schou (1858–1932) |
| 1877 | Otto Liebe (1860–1929), Frederik Wolff (1859–1932) |
| 1878 | Einar Christiansen (1861–1939), Adolphe Clément (1860–1933) |
| 1879 | Hans Olrik (1862–1924) |
| 1880 | Christian Frederik Knuth (1862–1936) |
| 1881 | Viggo Lachmann (1864–1928), Axel Olrik (1864–1917), Niels Viggo Ussing (1864–1911) |
| 1882 | Ivar Berendsen (1865–1939), Valdemar Vedel (1865–1942) |
| 1883 | Lorenz V. Hinrichsen (1865–1929), Eyvind Olrik (1866–1934) |
| 1884 | Oscar Madsen (1866–1902), I.C. Sundberg (1866–1935), Henrik Vedel (1867–1932), Johannes Østrup (1867–1938), Vagn Aagesen (1866–1939) |
| 1885 | Johannes Bock (1867–1953), Holger Ehrencron-Müller (1868–1953), Christian Lerche (1868–1957), Holger Utke Ramsing (1868–1946) |
| 1886 | Julius Clausen (1868–1951), Hans Munch-Petersen (1869–1934) |
| 1887 | Tycho Jessen (1870–1921), Johan Ludvig Nathansen (1870–1922) |
| 1888 | Herman Bing (1871–1966), Frederik Torm (1870–1953) |
| 1889 | König Christian X. (1870–1947), Folmer Hansen (1872–1958), Poul Heegaard (1871–1948), Axel Ramm (1870–1944), Viktor Rubow (1871–1929) |
| 1890 | Carl Frederik Jarl (1872–1951), Otto von Munthe af Morgenstierne (1871–1945), Herluf Zahle (1873–1941), Christian Hasselbalch (1873–1960) |
| 1891 | Johannes Hørring (1874–1954), Johannes Mollerup (1872–1937), Axel Rubow (1873–1940) |
| 1892 | Lorenz Bergmann (1875–1966), Tommy Bonnesen (1873–1935), Ejnar Hertzsprung (1873–1967), Kay Hirsch (1873–1935), Ernst Kaper (1874–1940), Otto Reedtz-Thott (1872–1927), Hjalmar Thuren (1873–1912), Carl Wium Westrup (1874–1958)                                                                  |
| 1895 | Christian Rimestad (1878–1943), Harald Seidelin (1878–1932), Peter Wegener (1877–1956) |
| 1896 | Arthur Henriques (1878–1958), Christian Axel Jensen (1878–1952), Paul Westergaard (1878–1958) |
| 1897 | D.B. Adler (1879–1932), Niels Bjerrum (1879–1958) Christian Ludvig Julian David (1878–1960), Erland Thaulow (1879–1972), Knud Asbjørn Wieth-Knudsen (1878–1962), Carl Immanuel Scharling (1879–1951)                                                                                               |
| 1898 | Christian Kirchhoff-Larsen (1880–1965), Christian Tiemroth (1879–1956) |
| 1899 | L.S. Fridericia (1881–1947), Mario Krohn (1881–1922), Erik Sommerfeldt (1882–1969) |
| 1900 | Andreas Boje (1882–1966), Paul Ramm (1882–1977), Torben Spang-Hanssen (1882–1965) |
| 1901 | Christen Borch (1883–1972) |
| 1902 | Johan Bülow (1885–1945), Knud Krabbe (1885–1961), S.H. Mygind (1884–1970), Espern Spang-Hanssen (1884–1972) |
| 1904 | Henry Ussing (1886–1954), Hubert Wichfeld (1886–1979) |
| 1905 | Carl Otto Henriques (1887–1966), Vincent Næser (1888–1968), Leo Swane (1887–1968) |
| 1906 | Svend Dahl (1887–1963) |
| 1907 | Svend Borberg (1888–1947), Edvard Christian Langhoff Dons (1889–1949), Mogens Fenger (1889–1956), Ernst Frigast (1889–1968), Svend Garde (1889–1973), Johannes Gravesen (1889–1972), Poul Grønvold (1889–1947), Victor Hansen (1889–1974), Knud Herforth (1889–1943), Herbert Jerichow (1889–1967) |
| 1908 | Allan Heilmann (1890–1976), Johannes Wolf (1890–1959) |
| 1909 | Henning Kehler (1891–1979), Otto Kierulff (1891–1981), Ejnar Krenchel (1891–1965), Skat Hoffmeyer (1891–1979), Erik H. Schack (1889–1973) |
| 1910 | Kaj Birket-Smith (1893–1977) |
| 1911 | Carl Juel (1894–1981), Svend Rehling (1893–1957) |
| 1912 | Morten Borup (1894–1989), Victor Hermansen (1894–1960) |
| 1913 | Flemming Dahl (1896–1976) |
| 1914 | Helge Topsøe-Jensen (1896–1976), Emil Wissum (1896–1976) |
| 1915 | Erik Kofoed-Hansen (1897–1965), Carl Erik Soya (1896–1983) |
| 1916 | Svend Aage Andersen (1897–1980) |
| 1917 | Victor Schiøler (1899–1967) |
| 1918 | Henrik Brockenhuus-Schack (1900–1990) |
| 1919 | Kjeld Abell (1901–1961), Stephan Hurwitz (1901–1981), Tage Kjær (1901–1976), Eggert Adam Knuth (1901–1980), Niels Krabbe til Frederiksdal (1901–1975), Carl Popp-Madsen (1900–1973), Franz Sodemann (1901–1990)                                                                                    |
| 1921 | Hal Koch (1904–1963), Torben Anton Svendsen (1904–1980), Poul Vedel (1902–1991) |
| 1922 | Mogens Fog (1904–1990), Otto Melchior (1904–1945), Arne Munch-Petersen (1904–1940) |
| 1923 | Knud Ejler Løgstrup (1905–1981), Frederik Schyberg (1905–1950), Jørgen Trolle (1905–1985). |
| 1924 | Jens Bing (1906–1980), Piet Hein (1905–1996), Svend Heineke (1906–1995), Hans Scherfig (1905–1979), Tage Wedel-Heinen (1906–1981), Mogens Zieler (1905–1983) |
| 1925 | Henrik Abrahams (1907–1984), Henning Holck-Larsen (1907–2003), Alfred Wassard (1906–1990) |
| 1926 | Stig Iuul (1907–1969), Dietrich Anselmo Wieth-Knudsen (1908–1990), Johannes Clemmesen (1908–2010) |
| 1928 | Nils Schiørring (1910–2001) |
| 1929 | Niels Helweg-Larsen (1911–2008) |
| 1930 | Georg Heggum (1909–2001) |
| 1931 | William Michelsen (1913–2001), Bjarne With Paulson (1912–1996), Ole-Christian Permin (1913–1995), Peter Godfred Ramm (1913–1985) |
| 1932 | Vagn Hoffmeyer Hoelgaard (1913–1988?), Hans Puggaard (1914–1986), Edvin Tiemroth (1915–1984) |
| 1933 | Knud Børge Andersen (1914–1984), Svend Asmussen (1916–2017), Carl Johan Becker (1915–2001) |
| 1935 | Ebbe Wolfhagen (1916–2000) |
| 1937 | Jørgen Jacobsen (1919–2016) |
| 1938 | Andreas Rehling (1920–1988) |
| 1942 | Erik Balling (1924–2005), Sten Hegeler (1923–2021), Bjørn Watt Boolsen (1923–1998) |
| 1943 | Anne Chaplin Hansen (* 1924) |
| 1945 | Holger Friis Johansen (1927–1996) |
| 1946 | Erik Bent Hansen (1927–2002), Jørgen Reenberg (1927–2023), Iørn Piø (1927–1998) |
| 1947 | Poul Jørgensen (1928–2015) |
| 1948 | Karsten Friis Johansen (1930–2010), Christian Thodberg (1929–2020) |
| 1949 | Georg S. Geil (1930–1996), Knud Hertling (1925–2010) |
| 1951 | Ole Bang (* 1932) |
| 1952 | Jørgen Fog (* 1934), Preben Thomsen (1933–2006) |
| 1954 | Frans Lasson (1935–2009), Virtus Schade (1935–1995) |
| 1955 | Niels Eilschou Holm (1937–2016), Jørgen Sonnergaard (1936–2021) |
| 1956 | Dorte Bennedsen (1938–2016), Johannes Møllehave (1937–2021), Aino Kann Rasmussen (* 1937) |
| 1958 | Henning Christophersen (1939–2016), Karsten Fledelius (* 1940) |
| 1960 | Peter Johannes Erichsen (* 1941), Bettina Heltberg (* 1942), Dorrit Willumsen (* 1940) |
| 1961 | Søren Kjørup (* 1943), Kjeld Møllgård (* 1942), Lotte Wæver (* 1942) |
| 1962 | Henrik Stub (* 1944) |
| 1963 | Søren Vinterberg (* 1944), Hannah Nydahl (1946–2007) |
| 1965 | Nils Overgaard Andersen (* 1947), Leo Bjørnskov (* 1946) |
| 1966 | Lars-Henrik Olsen (* 1946) |
| 1977 | Morten Stig Christensen (1958–2024) |
| 1978 | Pia Gjellerup (* 1959) |
| 1981 | Jens Skou Olsen (* 1962) |
| 1984 | Mads Mikkelsen (* 1965) |
| 1985 | Lars Mikkelsen (* 1964) |
| 1986 | Anette Støvelbæk (* 1967) |
| 1992 | Gustav Hansen (* 1974), Camilla Stockmann (* 1973) |
| 1995 | Katrine Lester (* 1976) |

## Schulleiter
- 1246 Toti
- -[8]
- 1577–1582 Niels Krag (1550–1602)
- 1638–1646 Søren Pedersen Kalundborg (1607–1657)
- 1698–1705 Søren Glud
- 1777–1803 Skúli Thorlacius (1741–1815)
- 1844–1867 Bonaparte Borgen (1798–1884)
- 1867–1877 Conrad Krebs
- 1877–1882 Frederik Christian Carl Birch (1812–1889)
- 1882–1885 Lorentz Andreas Christian Bergmann
- 1885–1902 Valdemar Antonius Bloch
- 1902–1918 Hjalmar Rafn
- 1918–1921 Oluf Krag (1870–1942)
- 1921–1927 Karl Hude (1860–1936)
- 1927–1940 Julius Nielsen (1874–1940)[9]
- 1942–1945 Vilhelm Lorenzen (konstituiert) (1877–1961)
- 1945–1952 Henrik Bang (1882–1964)
- 1952–1967 Karl Nielsen (1906–1967)
- 1967–1992 Frans Handest (1927–2018)
- 1992–2010 Hans Lindemann